# Walter Fiers
Walter Fiers (Ypres, 31 gennaio 1931 – Destelbergen, 28 luglio 2019) è stato un biologo belga.
Noto per essere stato il primo a determinare la sequenza nucleotidica completa di un gene (1972) e la sequenza nucleotidica completa del fago ad RNA MS2 (1976). Nel 1978 Fiers e i suoi collaboratori sono stati i primi a determinare la sequenza nucleotidica completa del virus SV40.. Nel 1976 fu insignito del Prix Francqui per le scienze biomediche, il più prestigioso premio belga. Nel 1991 ricevette il Premio Koch.